# Bolivaritettix circocephalosoides
Bolivaritettix circocephalosoides är en insektsart som beskrevs av Zheng, Z. och W.-a. Deng 2004. Bolivaritettix circocephalosoides ingår i släktet Bolivaritettix och familjen torngräshoppor. Inga underarter finns listade i Catalogue of Life.